# 1084
1084 (MLXXXIV) je bilo prestopno leto, ki se je po julijanskem koledarju začelo na ponedeljek.

## Dogodki

### Slovenija
- 28. marec - Umrlega oglejskega patriarha Henrika iz Biburga nasledi Svatobor Friderik iz Moravske. 1085 ↔

### Investiturni boj
- januar - Rimsko-nemški cesar Henrik IV. po več kot letu dni še vedno oblega Rim. Njegov politični nasprotnik Gregor VII. se je zatekel v Angelski grad, kjer čaka na pomoč Normane pod vodstvom vojvode Roberta Guiscarda.
- marec - Rimljani pod težo obleganja večinoma preidejo v cesarjev politični tabor in spustijo cesarja v Rim. Henrik IV. na hitro skliče koncil, ki se ga (razumljivo) udeleži zgolj njegov visoki kler, odstavi papeža Gregorja VII. in postavi za novega (proti)papeža Klemena III.
- 31. marec - Protipapež Klemen III. krona Henrika IV. za cesarja Svetega rimskega cesarstva, poteza, ki politično odstrani protikralja Hermana Luksemburškega iz papeževega tabora.↓
- → Papež se še vedno skriva v Angelskem gradu. Medtem ko se Henrik pripravlja na zavzetje gradu, z juga Italije končno prispe normanska vojska s 36 tisoč trdega boja vajenimi vitezi pod vodstvom Roberta Guiscarda. ↓
- → Henrik zapusti Rim brez boja. Skupaj z njim se umakne nesojeni (proti)papež Klemen III.. Papež Gregor VII. lahko po zaslugi Normanov zapusti Angelski grad.
- maj - Normani pod vodstvom Roberta Guiscarda v treh dneh oplenijo Rim pred vrnitvijo nazaj v južno Italijo. Papež Gregor VII., vedoč, da nima dejanske oblasti nad svojimi normanskimi zavezniki, zamiži na eno oko, saj s tem kaznuje Rimljane za prestop v cesarjev politični tabor, hkrati pa poplača Normane, ki jih je izsušila neuspešna balkanska ekspedicija proti Bizantincem.↓
- → Henrik IV. se z vojsko vrne v Nemčijo. V Toskani pusti svoje privržence, ki si jih pridobi z razlastitvijo papeževe pomembne zaveznice Matilde Toskanske.
- Po temeljiti oplenitvi Rima in ko se Normani vrnejo nazaj na jug, se proti papežu Gregorju VII. vzdignejo Rimljani in ga zaradi njegovih zaslug pri plenitvi izženejo iz Rima. Papež si sprva poišče zatočišče na Monte Cassinu in še isto (ali naslednje) leto v Salernu.
- oktober → Guiscard se konec leta vrne na Balkan, tokrat zavarovan s floto ladij iz Dubrovnika in ostalih dalmatinskih mest, da bi pridobil nazaj osvojena bizantinska ozemlja.
- november - Papež Gregor VII. Henrikovemu izobčenju še doda izobčenje novega protipapeža Klemena III.

1085↔

### Ostalo
- Po uspeli zaroti, v kateri je umorjen švedski kralj Halsten Stenkilsson, si Švedsko razdelita dotakratni sokralj Inge I. in novi sokralj Blot-Sven.
- Seldžuki osvojijo Antiohijo, takrat že bizantinsko eksklavo.
- Dinastija Song: učenjak in najvišji cesarski kancler Sima Guang (et altera) začne ambiciozen histografski projekt popisa kitajske zgodovine »Zizhi Tongjian« (Obsežno ogledalo za pomoč vladi), ki je uspešno zaključen 19 let kasneje. Po političnem prepričanju je Sima Guang  konzervativec in vsa ta leta nasprotuje Wang Anshijevim reformam.
- Pagansko cesarstvo, Burma: umrlega paganskega kralja Sawluja nasledi paganski general in tretji kralj paganskega imperija Kyansittha.
- Sveti Bruno ustanovi meniški red kartuzijanov.

## Rojstva
- 1. avgust - Heondžong, 14. korejski kralj dinastije Gorjeo († 1097)

Neznan datum
- Ali ibn Jusuf, peti almoravidski emir Maroka  († 1143)
- David I., škotski kralj († 1153)
- Hugo II., burgundski vojvoda († 1143)
- Li Qingzhao, kitajska pesnica († 1151)
- Rečungpa, tibetanski budistični menih († 1161)

## Smrti
- 28. marec - Henrik iz Biburga, oglejski patriarh
- Halsten Stenkilsson, švedski kralj (* 1050)
- Sawlu, burmanski kralj (* 1050)